# Верман, Джоуи
Йоханнес Корнелис Мария (Джоуи) Верман (нидерл. Johannes Cornelis Maria "Joey" Veerman; род. 19 ноября 1998, Волендам, Северная Голландия) — нидерландский футболист, полузащитник клуба ПСВ и сборной Нидерландов. Бронзовый призёр чемпионата Европы 2024.

## Клубная карьера
Верман — воспитанник клуба «Волендам». 9 сентября 2016 года в поединке против «ВВВ-Венло» он дебютировал в Эрстедивизи. 20 января 2017 года в матче против «Эйндховен» Джоуи забил свой первый гол за «Волендам». Летом 2019 года Верман перешёл в «Херенвен». 31 августа в матче против ситтардской «Фортуны» он дебютировал в Эредивизи. 21 декабря в поединке против «Хераклеса» Джоуи забил свой первый гол за «Херенвен». 
В начале 2022 года Верман перешёл в ПСВ, подписав контракт на 4,5 гола. 16 января в матче против «Гронингена» он дебютировал за новый клуб. 20 февраля в поединке против своего бывшего клуба «Херенвена» Джоуи забил свой первый гол за ПСВ. В матчах Лиги Европы против лондонского «Арсенала» и швейцарского «Цюриха» забил 3 гола. В своём дебютном сезоне Верман стал обладателем Кубка Нидерландов. 
В сезоне 2023/24 чемпионата Нидерландов Джоуи стал лучшим ассистентом лиги. Он отдал 16 результативных передач и забил 5 голов.

## Достижения
ПСВ
- Чемпион Нидерландов (2): 2023/24, 2024/25
- Обладатель Кубка Нидерландов (2): 2021/22, 2022/23
- Обладатель Суперкубка Нидерландов (3): 2022, 2023, 2025

## Статистика выступлений

### Сборная
| Сборная          | Сезон            | Товарищеские | Товарищеские | Официальные | Официальные | Итого | Итого |
| Сборная          | Сезон            | Игры         | Голы         | Игры        | Голы        | Игры  | Голы  |
| ---------------- | ---------------- | ------------ | ------------ | ----------- | ----------- | ----- | ----- |
| Нидерланды       |                  |              |              |             |             |       |       |
| 2023             | 0                | 0            | 6            | 0           | 6           | 0     |       |
| 2024             | 4                | 1            | 0            | 0           | 4           | 1     |       |
| Всего за карьеру | Всего за карьеру | 4            | 1            | 6           | 0           | 10    | 1     |

### Матчи за сборные
| №  | Дата            | Оппонент  | Счёт | Голы | Карточки     | Минуты | Соревнование              |
| -- | --------------- | --------- | ---- | ---- | ------------ | ------ | ------------------------- |
| 1  | 18 июня 2023    | Италия    | 2:3  | —    | —            | 14'    | Лига наций УЕФА 2022/2023 |
| 2  | 7 сентября 2023 | Греция    | 3:0  | —    | —            | 13'    | Отборочные матчи ЧЕ 2024  |
| 3  | 13 октября 2023 | Франция   | 1:2  | —    | Предупреждён | 90'    | Отборочные матчи ЧЕ 2024  |
| 4  | 16 октября 2023 | Греция    | 1:0  | —    | —            | 28'    | Отборочные матчи ЧЕ 2024  |
| 5  | 18 ноября 2023  | Ирландия  | 1:0  | —    | —            | 21'    | Отборочные матчи ЧЕ 2024  |
| 6  | 21 ноября 2023  | Гибралтар | 6:0  | —    | —            | 45'    | Отборочные матчи ЧЕ 2024  |
| 7  | 22 марта 2024   | Шотландия | 4:0  | —    | —            | 28'    | Товарищеский матч         |
| 8  | 26 марта 2024   | Германия  | 1:2  | 4′   | —            | 89'    | Товарищеский матч         |
| 9  | 6 июня 2024     | Канада    | 4:0  | —    | —            | 5'     | Товарищеский матч         |
| 10 | 10 июня 2024    | Исландия  | 4:0  | —    | —            | 90'    | Товарищеский матч         |

Итого: 10 матча / 1 голов; 7 победы, 0 ничьих, 3 поражение.